# Chobits
Chobits (jap. ちょびっツ Chobittsu) – manga autorstwa grupy Clamp, publikowana na łamach magazynu „Shūkan Young Magazine” wydawnictwa Kōdansha w latach 2001–2002.
Na podstawie mangi studio Madhouse wyprodukowano serię anime.
W Polsce manga została wydana nakładem wydawnictwa Japonica Polonica Fantastica, a anime było nadawane na kanale Hyper.

## Fabuła
Niedoszły student o imieniu Hideki Motosuwa przyjeżdża do miasta ze wsi, aby się uczyć w szkole przygotowawczej. W Tokio wielu ludzi posiada swoje osobiste, humanoidalne roboty, zwane persoconami. Hidekiego nie stać na zakupienie takiego sprzętu, lecz wkrótce znajduje kobiecego persocona na śmietniku, który nie potrafi jednak powiedzieć nic innego poza „Chii”. Motosuwa zabiera go ze sobą do domu. Ponadto Hideki wraz z uczniem gimnazjum, Minoru Kokubunjim próbują rozwiązać zagadkę pochodzenia Chii.

## Bohaterowie

### Ludzie
- Hideki Motosuwa (jap. 本須和 秀樹 Motosuwa Hideki) – dziewiętnastolatek, który po oblanym egzaminie uczęszcza na zajęcia szkoły przygotowawczej i jednocześnie pracuje w restauracji „Z przyjemnością”. Ze względu na brak pieniędzy nie może sobie pozwolić na własny komputer (persocona), chociaż marzy o tym. Hideki jest kolekcjonerem erotycznych pisemek i ma wielką słabość do miłych i ładnych kobiet. Jest on dość nieśmiałym chłopakiem, przez co trudno mu jest się umówić z jakąkolwiek dziewczyną. Przez długi czas głęboką sympatią darzył Yumi (raz nawet wybrali się na randkę), jednak potem okazało się, że uczucie do Chii jest tym, na które długo czekał.

Seiyū: Tomokazu Sugita 
- Minoru Kokubunji (jap. 国分寺 稔 Kokubunji Minoru) – nieprzyzwoicie bogaty uczeń pierwszej klasy gimnazjum, komputerowy geniusz. Nie mogąc pogodzić się ze śmiercią ukochanej siostry, skonstruował Yuzuki – komputer zaprogramowany tak, by zastępować Minoru utraconą siostrzyczkę; Na forum BBS występuje pod nickiem "M". Minoru jest bardzo poważnym, spokojnym i tajemniczym chłopcem. Posiada ogromną wiedzę na temat persoconów.

Seiyū: Hōko Kuwashima 
- Hiromu Shinbo (jap. 新保 弘 Shinbo Hiromu) – kolega Hidekiego ze szkoły przygotowawczej, właściciel persocona zwanego Sumomo i przyjaciel Minoru. Shinbo jest bardzo dojrzały emocjonalnie jak na swój wiek, chętnie służy pomocą innym i jest bardzo pracowity. Przez długi czas pomagał swojej nauczycielce – Takako – wyjść z depresji, co zapoczątkowało ich romans.

Seiyū: Tomokazu Seki 
- Takako Shimizu (jap. 清水 多香子 Shimizu Takako) – nauczycielka Hidekiego w szkole przygotowawczej. Oficjalnie jest mężatką, w rzeczywistości jednak jej małżeństwo się rozpadło, gdyż jej mąż zakochał się w persoconie. Takako obdarzyła uczuciami Shinbo, początkowo jednak spisuje ich związek na straty.

Seiyū: Ryōka Yuzuki 
- Yumi Ōmura (jap. 大村 裕美 Ōmura Yumi) – koleżanka z pracy Hidekiego. Wydaje się, że podkochuje się właśnie w Motosuwie, jednak, jak się później dowiadujemy, zakochana jest w panu Uedzie. Yumi także posiada swojego persocona, jednak jest to bardziej mała zabawka niż prawdziwy komputer. Przez długi czas Yumi nie potrafiła pogodzić się z faktem, że jest tylko człowiekiem, a nie persoconem. Miało to związek z przeszłością jej ukochanego.

Seiyū: Megumi Toyoguchi 
- Chitose Hibiya (jap. 日比谷 千歳 Hibiya Chitose) – dozorczyni w bloku, w którym Hideki wynajmuje mieszkanie. Jest ona wdową. Jej mąż zmarł z powodu choroby. Jak się później dowiadujemy Chitose nie mogła mieć dzieci, dlatego jej mąż postanowił uszczęśliwić ją w inny sposób. Razem stworzyli dwa cudowne persocony – Freyę i Eldę (która potem otrzymała nowe imię "Chii" od Hidekiego). Oboje bardzo kochali je jak córki. Chitose jest bardzo ciepłą i spokojną kobietą. Lubi gotować i jest autorką książek "Bezludne Miasto".

Seiyū: Kikuko Inoue 
- Hiroyasu Ueda (jap. 植田 弘康 Ueda Hiroyasu) – właściciel cukierni Tyrol, który zatrudnił u siebie Chii. Ueda jest bardzo wrażliwym mężczyzną. Jego pierwszą miłością był persocon o imieniu Yumi. Teraz jednak uczuciami darzy koleżankę Hidekiego o tym samym imieniu.

Seiyū: Yūji Ueda 
- Yoshiyuki Kojima (jap. 小島 良由起 Kojima Yoshiyuki) – człowiek, który porwał Chii; często kłócił się z Minoru Kokubunji na forum BBS. Występuje pod nickiem "Dragonfly" (ang. ważka). Później pomaga naszym bohaterom w poszukiwaniu informacji o Chii i organizacji Chobits. Kojima czuje zazdrość, gdyż to nie on a Hideki jest posiadaczem Chii, którą on bardzo chciałby mieć w swojej kolekcji. Przez pewien czas był posiadaczem malutkiego persocona o imieniu Kotoko.

Seiyū: Jun'ichi Suwabe 

### Persocony
- Chii (wł. Elda) (jap. ちぃ Chii) – komputer androidalny, model o wyglądzie dziewczyny z długimi włosami w kolorze kości słoniowej. Hideki znajduje ją na śmietniku. Niestety, Chii ma sformatowaną pamięć i założoną blokadę uniemożliwiającą zainstalowanie jakichkolwiek programów. Początkowo jedyne słowo, które potrafi wypowiedzieć, to „chii” stąd też jej imię. Z każdym dniem Chii uczy się nowych rzeczy. Bardzo przywiązuje się do swojego właściciela, z czasem jej sympatia przeradza się w coś więcej. W nieświadomy sposób poszukuje osoby, która „byłaby tylko dla niej” i którą mogłaby pokochać. Pracuje w cukierni Uedy, a w wolnych chwilach (zwłaszcza gdy jest sama) czyta książki z serii „Wyludnione miasto” o wróżce (Atashi) poszukującej tej właściwiej osoby, „kogoś tylko swojego”. Aby spowodować jej rozruch, należy otwartą dłonią nacisnąć na wzgórek łonowy.

Seiyū: Rie Tanaka 
- Freya (w mandze Dark Chii) – tajemnicza postać wyglądająca tak jak Chii, lecz nosząca czarny strój. Jak się później dowiadujemy, została stworzona przez męża Chitose, jest starszą siostrą Chii. Freya codziennie uczyła się nowych rzeczy, była szczęśliwa, jednak po pewnym czasie rozpoczęła poszukiwania kogoś „tylko dla niej”. Zakochała się we własnym ojcu. Uczucie to sprawiło, że Freya straciła chęć do życia, dlatego też ojciec stworzył dla niej siostrę – Eldę, jednak to uszczęśliwiło Freyę tylko na krótki czas. Freya postanowiła przestać istnieć, a gdy nie mogła się już ruszać, Elda przetransportowała dane Freyi do swojego wnętrza. Freya chroni swoją siostrę i pomaga jej w odnalezieniu „kogoś tylko swojego”. Obie siostry mogą kontaktować się, gdy Chii czyta książkę „Bezludne Miasto” lub też zamyka oczy i jest bardzo skupiona.

Seiyū: Rie Tanaka 
- Sumomo (w mandze Mirabelka) (jap. すもも) – różowy robot Hiromu, przekazany potem w ręce Hidekiego. Sumomo jest zawsze pełna energii i dobrego humoru. Wszędzie jej pełno. Uwielbia tańczyć, a poranek zaczyna od gimnastycznych ćwiczeń.

Seiyū: Motoko Kumai 
- Yuzuki (jap. 柚姫) – persocon Minoru, zaprojektowany tak, by mógł zastępować jego utraconą przed laty starszą siostrę i posiadający wszystkie dane na jej temat. Minoru nie potrafił jednak przewidzieć, że wprowadzone do Yuzuki cechy charakteru siostry doprowadzą do pełnego oddania swemu właścicielowi, co mogło spowodować całkowite zniszczenie Yuzuki.

Seiyū: Fumiko Orikasa 
- Kotoko (jap. 琴子) – persocon Yoshiyuki'ego. Jest wielkości Sumomo, jednak jej parametry są równe zwykłym komputerom. Jej głównym zadaniem jest badanie wszelkich niezwykłości – pierwszą rzeczą jaką zauważa, jest ogromna przepustowość sieci w budynku w którym mieszka Hideki, drugą jest to, że Chii może wnikać w inne komputery bez ich pozwolenia, co jest w świecie persoconów czymś naprawdę niezwykłym. Została zaprogramowana tak, by zawsze mówiła prawdę.

Seiyū: Yukana Nogami 
- Zima (jap. ジーマ Jīma) i Dita (jap. ディタ) – persocony skonstruowane aby uniemożliwić Chii dalszą egzystencję. Ich misją jest niedopuszczenie do związku Chii z jakimkolwiek człowiekiem, gdyż uważają, że mogłoby to mieć tragiczne skutki dla wszystkich persoconów. Dita miała za zadanie ochraniać Zimę i dane, które posiadał na twardym dysku.

Seiyū: Isshin Chiba  i Seiyū: Yuka Tokumitsu 

## Miejsca
- Gabujyōgasaki – duży apartamentowiec, w którym zamieszkuje Hideki oraz przez pewien czas Shinbo. Jego dozorczynią jest Chitotse Hibiya. Dom posiada wyjątkowe połączenie internetowe (lepsze niż mają największe przedsiębiorstwa w Tokio).

- Bar „Z przyjemnością” (jap. Yorokonde) – bar, w którym pracuje Hideki. Nad barem znajduje się mieszkanie państwa Omura. Jest to typowy barek w Japonii, gdzie podaje się piwo oraz tanie, barowe jedzenie.

- Cukiernia „Tyrol” (jap. Chiroru) – miejsce pracy Chii, prowadzona przez Hiroyasu Uedę; zanim w cukierni zaczęła pracować Chii, pomocnicą pana Uedy była Yumi (persocon, żona pana Uedy) oraz Yumi Omura.

## „Wyludnione miasto”
Dużą rolę w anime odgrywa także psychodeliczne książki z serii „Wyludnione miasto”, które Chii odkrywa w 5. odcinku serialu. Książki te zostały napisane i zilustrowane przez Chitotse Hibiyę, dozorczynię Gabujyōgasaki i matkę Chii. Seria składa się z czterech części, które są kupowane (lub podrzucane) w odcinkach 5., 9., 18. i 23. Książka ta uczy Chii wszystkiego na temat uczuć (co nie jest dosłownym znaczeniem słów tej książki). Sama treść książki jest wyjątkowo niezrozumiała dla Hidekiego, jednak Chii w pewien sposób rozumie i z chęcią kupuje kolejne części.

## Manga
Manga Chobits została napisana i zilustrowana przez japońską kobiecą grupę mangaczek Clamp. Kolejne rozdziały mangi były publikowane od 43. numeru w 2000 roku do 48. numeru w 2002 roku na łamach magazynu „Shūkan Young Magazine”, należącym do wydawnictwa Kōdansha. Wydawnictwo Kōdansha skompilowało osiemdziesiąt-osiem rozdziałów w osiem tankōbonów, wydając je pomiędzy 14 lutego 2001 a 27 listopada 2002 roku. W Polsce manga została wydana nakładem wydawnictwa Japonica Polonica Fantastica.
27 stycznia 2003 roku wydawnictwo Kōdansha wydało także artbook związany z serią, zatytułowany Your Eyes Only, który zawiera ponad 100 kolorowych ilustracji narysowanych przez grupę Clamp. Książka ta wydana została także w Polsce, nakładem wydawnictwa Japonica Polonica Fantastica. Wydawnictwo Kōdansha dnia 13 marca 2003 roku wydało także drugi artbook zatytułowany Chobits no „tsu” no ji (jap. ちょびっツの「ツ」の字 Chobittsu no „tsu” no ji).
| Nr | Język japoński    | Język japoński         | Język polski     | Język polski           |
| Nr | Data wydania      | ISBN                   | Data wydania     | ISBN                   |
| -- | ----------------- | ---------------------- | ---------------- | ---------------------- |
| 1  | 14 lutego 2001    | ISBN 978-4-06-334383-0 | czerwiec 2003    | ISBN 978-83-89505-14-9 |
| 2  | 27 czerwca 2001   | ISBN 978-4-06-334427-1 | sierpień 2003    | ISBN 978-83-89505-15-6 |
| 3  | 26 września 2001  | ISBN 978-4-06-334460-8 | październik 2003 | ISBN 978-83-89505-16-3 |
| 4  | 26 grudnia 2001   | ISBN 978-4-06-334483-7 | grudzień 2003    | ISBN 978-83-89505-17-0 |
| 5  | 24 kwietnia 2002  | ISBN 978-4-06-334527-8 | luty 2004        | ISBN 978-83-89505-18-7 |
| 6  | 24 lipca 2002     | ISBN 978-4-06-334590-2 | 29 marca 2004    | ISBN 978-83-89505-19-4 |
| 7  | 20 września 2002  | ISBN 978-4-06-334599-5 | czerwiec 2004    | ISBN 978-83-89505-20-0 |
| 8  | 27 listopada 2002 | ISBN 978-4-06-334632-9 | lipiec 2004      | ISBN 978-83-89505-21-7 |

## Anime
Animowana adaptacja Chobits została stworzona przez studio Madhouse. Seria została wyreżyserowana przez Morio Asakę, za muzykę odpowiedzialny jest Keitarō Takanami, a za projekt postaci odpowiedzialny był Hisashi Abe. Seria była w Japonii emitowana na kanale TBS.
Polska wersja językowa została opracowana przez Studio Publishing na zlecenie stacji Hyper. Tekst tłumaczenia opracowała Monika Szpetulska.

### Lista odcinków
| N/o | Tytuł                                                                   | Premiera         | Premiera w Polsce (Hyper) |
| --- | ----------------------------------------------------------------------- | ---------------- | ------------------------- |
| 1 | Chii budzi się Chii mezameru (ちぃ 目覚める)                            | 2 kwietnia 2002  | 4 września 2006           |
| Osiemnastoletni Hideki Motosuwa dowiaduje się, że nie dostał się na studia. Mimo to, postanawia wyjechać do Tokio i podjąć naukę w instytucie przygotowawczym, by zwiększyć swe szanse na dostanie się na studia za rok. Wynajmuje także stancję w bloku Gabujyougasaki. Pierwszego wieczoru w stolicy Japonii znajduje na śmietniku persocona, którego zabiera do domu i uruchamia w nietypowym miejscu – włącznik umiejscowiony jest między nogami robota. |                                                                         |                  |                           |
| 2 | Chii wychodzi Chii dekakeru (ちぃ 出かける)                             | 9 kwietnia 2002  | 5 września 2006           |
| Nowy persocon Hidekiego zostaje odkryty przez jego sąsiada, Shinbo, w czasie zabawy tego pierwszego z komputerem. Po jego pierwszym skontrolowaniu okazuje się, że Chii nie ma zainstalowanego systemu operacyjnego, bez którego teoretycznie nie powinno dać się go uruchomić. Przy próbie sprawdzenia zawartości twardego dysku Chii, Sumomo – persocon Shinbo – zawiesza się. Hideki, widząc to, idzie wraz z nim do specjalisty w tej dziedzinie – gimnazjalisty Minoru Kokubunjiego. Jednak jego roboty w wyniku diagnostyki Chii również się zawieszają. |                                                                         |                  |                           |
| 3 | Chii pamięta Chii oboeru (ちぃ おぼえる)                                | 16 kwietnia 2002 | 6 września 2006           |
| Hideki rozpoczyna kurs w instytucie przygotowawczym, uczy też Chii pierwszych zwrotów. Chłopak jest zachwycony nową nauczycielką – Takako Shimizu. W drodze powrotnej do domu, uświadomiwszy sobie, iż nie stać go na dalsze życie w Tokio, idzie szukać pracy. Przez przypadek zostaje oblany wodą przez Yumi Omurę, pracownicę jednego z barów w Tokio, która próbuje mu zrekompensować jakoś oblanie wodą. Hideki przypadkowo zostaje uznany za nowego pracownika. Właściciel lokalu widzi jego pracowitość i proponuje mu pracę w swoim barze. |                                                                         |                  |                           |
| 4 | Chii idzie na zakupy Chii otsukai (ちぃ おつかい)                       | 23 kwietnia 2002 | 7 września 2006           |
| Hideki próbuje kupić Chii bieliznę, ale bez powodzenia. Shinbo proponuje, by Chii sama sobie zakupiła majteczki. Wypożycza mu w tym celu Sumomo, w której jest zainstalowany system nawigacji satelitarnej. Po drodze oba persocony napotykają wiele przeszkód – Chii uznawała każdy kawałek materiału za majteczki. Gdy w końcu udaje im się zakupić bieliznę, okazuje się, że Chii zakupiła zamiast fig męskie bokserki. |                                                                         |                  |                           |
| 5 | Chii odkrywa Chii mitsukeru (ちぃ 見つける)                             | 30 kwietnia 2002 | 8 września 2006           |
| Hideki przygotowuje się do egzaminu. Przy nauce angielskiego orientuje się, że brakuje mu słownika. Wraz z Chii idzie do księgarni, gdzie Chii znajduje książkę „Wyludnione miasto”. Książka ta bardzo się jej podoba, wobec czego Hideki rezygnuje z zakupu słownika na rzecz zakupu książki dla robota. |                                                                         |                  |                           |
| 6 | Chii mdleje Chii yowaru (ちぃ 弱る)                                     | 7 maja 2002      | 9 września 2006           |
| Od samego rana Chii wydaje się być osłabiona. Hideki nie wie, co robić, więc idzie rozmówić się z Shinbo. Na dodatek dostaje wezwanie do zapłaty za prąd i telefon. Powodem osłabienia Chii okazują się rozładowane baterie. Hidekiego ratuje z opresji pani Hibiya – dozorczyni Gabujyougasaki, która naładowuje Chii we własnym mieszkaniu. |                                                                         |                  |                           |
| 7 | Chii pracuje Chii hataraku (ちぃ 働く)                                  | 14 maja 2002     | 10 września 2006          |
| Hideki nadal ma za mało pieniędzy. Chii oferuje mu pomoc, lecz znajduje same nieprzyzwoite propozycje pracy. Persocon z braku ogólnej wiedzy zostaje zatrudniony w peep-show. Hideki zostaje zaproszony na kolację przez Yumi. W trakcie przygotowań do kolacji, Shinbo przekazuje mu wiadomość od Minoru, który odkrył nowy zawód Chii. Hideki biegnie do studia chcąc ratować Chii przed skasowaniem danych. |                                                                         |                  |                           |
| 8 | Chii jest zdezorientowana Chii tomadou (ちぃ とまどう)                  | 21 maja 2002     | 11 września 2006          |
| Chii dostaje szału i uciekła ze studia. Przez jej oszołomienie zawieszają się wszystkie persocony w okolicy. Zmierza w kierunku rzeki. W ostatniej chwili Hideki ratuje Chii przed upadkiem. Następnego dnia zobowiązuje się do znalezienia jej pracy, co wkrótce owocuje zatrudnieniem Chii w cukierni „Tyrol” prowadzonej przez Hiroyasu Uedę. |                                                                         |                  |                           |
| – | Shinbo·Sumomo kataru (新保·すもも 語る)                                 | 28 maja 2002     | nieemitowany              |
| Ten odcinek jest jedynie podsumowaniem poprzednich. |                                                                         |                  |                           |
| 9 (10) | Chii bierze kąpiel Chii kau (ちぃ 買う)                                 | 4 czerwca 2002   | 13 września 2006          |
| Shinbo porusza temat higieny persoconów i radzi Hidekiemu, by zaczął kąpać swojego persocona. Chii tymczasem kupuje Hidekiemu „świerszczyka” (gazetę o treści erotycznej). Hideki, mimo wielu prób, nie jest w stanie nauczyć Chii kąpieli, dlatego prosi Shinbo, by wyszukał program do nauki kąpieli, co jednak kończy się niepowodzeniem. Ostatecznie pani Hibiya uczy persocona jak brać kąpiel, ratując Hidekiego przed wstydem. Minoru pokazuje Hidekiemu mu zdjęcie, które otrzymał pocztą elektroniczną od nieznanego mu nadawcy. Zdjęcie przedstawiało persocona podobnego do Chii, podłączonego do różnego rodzaju maszyn. Hideki, po powrocie do swojego mieszkania, znajduje w torbie obok „świerszczyka” drugi tom „Wyludnionego miasta”. Hideki pokazuje Chii otrzymane wcześniej zdjęcie od Minoru. Chii zaprzecza jednak, że to ona. |                                                                         |                  |                           |
| 10 (11) | Chii kogoś spotyka Chii deau (ちぃ 出会う)                              | 11 czerwca 2002  | 14 września 2006          |
| Yumi umawia się z Hidekim na randkę. W czasie spotkania Chii doznaje wizji, w której widzi osobę bardzo do siebie podobną – Freyę. Hideki płynąc łódką po stawia z Yumi zauważa Minoru oraz Yuzuki. W pewnym momencie traci równowagę i wpada do wody. Yumi idzie z Yuzuki do sklepu, by zakupić Hidekiemu klapki, ponieważ przemokły mu buty. W tym czasie on sam rozmawia z Kokubunjim na temat relacji człowiek – persocon. Po spotkaniu z Minoru i Yuzuki, Yumi uciekła z randki. |                                                                         |                  |                           |
| 11 (12) | Chii dokonuje odkrycia Chii tashikameru (ちぃ 確かめる)                 | 18 czerwca 2002  | 15 września 2006          |
| Motosuwa jest zainteresowany internetem, z którym ma styczność po raz pierwszy w życiu. Minoru opowiada mu jedną z historyjek z dreszczykiem o apartamentowcu „G” oraz żonie, która zabiła kochankę swojego męża. Motosuwa, z powodu strachu wywołanego opowieścią ma problemy ze snem i popada w paranoję. Rano okazuje się, że wszystko co zauważył w nocy nie było niczym niezwykłym, było jedynie wyolbrzymione przez jego własny strach. |                                                                         |                  |                           |
| 12 (13) | Chii gra Chii asobu (ちい 遊ぶ)                                         | 25 czerwca 2002  | 16 września 2006          |
| Szef Hidekiego pożycza mu odtwarzacz DVD. Przy zakupie filmów erotycznych spotyka Minoru kupującego grę sieciową. Hidekiego to interesuje i namówiony przez Shinbo próbuje się zarejestrować w sieci. Po wejściu do sieci okazuje się, że Chii, choć jest podłączona w tym samym czasie do gry, nie ma kontaktu z pozostałymi. Na ostatnim etapie, wszyscy zostają pokonani przez dotychczas niezwyciężonego potwora. Gdy ten zamierza zadać ostateczny cios, w grze pojawia się w końcu Chii, która ratuje wszystkich. Po zakończeniu gry okazuje się jednak, że Chii niczego nie zapamiętała. |                                                                         |                  |                           |
| 13 (14) | Chii jedzie nad morze Chii umi iku (ちぃ 海いく)                        | 2 lipca 2002     | 17 września 2006          |
| Hideki oraz Chii wyjeżdżają wraz z Shinbo, Yumi, panią Shimizu i panią Hibiya do domku letniskowego Minoru, znajdującego się nad morzem. Yumi oraz pani Shimizu poznają Chii.Hideki oraz Shinbo biorą wieczorem prywatne lekcje u pani Shimizu. Kolejnego dnia Hideki uczy Chii pojęć związanych z morzem. Gdy spotykają delfiny, bohaterowie pragną obejrzeć je z bliska. Jednak brak zdolności pływackich Hidekiego zmusza Minoru do wypłynięcia łodzią. Chii, widząc fascynację Hidekiego skaczącymi ssakami, sama postanawia skoczyć. Motosuwa zapominając o tym, że persocony nie mogą pływać, zeskoczył, by ją uratować. Sam jednak o mały włos nie uszedł z życiem. Ratuje go Chii. |                                                                         |                  |                           |
| 14 (15) | Chii się bawi Chii motenasu (ちぃ もてなす)                             | 9 lipca 2002     | 18 września 2006          |
| Po rozpoczęciu sezonu upałów w Tokio, Shinbo zaczyna opuszczać się w nauce. Na dodatek proponuje wypożyczenie Sumomo Hidekiemu. Do Motosuwy przychodzi wieczorem pani Shimizu z zamiarem noclegu. Towarzystwo (z wyjątkiem Chii) upija się i zasypia. Motosuwa ma sen, w którym Takako Shimizu go uwodzi. Wieczorem Hideki przyłapuje Shimizu i Shinbo na całowaniu. |                                                                         |                  |                           |
| 15 (16) | Chii nic nie robi Chii nanimo shinai (ちぃ 何もしない)                  | 16 lipca 2002    | 19 września 2006          |
| Hideki ma sen, w którym spotyka postaci z „Wyludnionego miasta”. Rano, podczas mycia zębów, uświadamia sobie, że Shinbo ma romans z mężatką. Z plecaka wyskakuje mu Sumomo - okazuje się, że Shinbo powierza ją opiece Hidekiego. W pracy Sumomo zwróciła uwagę Yumi, która postarała się ukryć swój smutek, kiedy rozmowa zeszła na persocony. W drodze powrotnej do domu Sumomo nawiązuje połączenie telefoniczne z Shinbo. Motosuwa postanowił podłączyć Sumomo do telewizora. Dowiedział się, że Shinbo uciekł z Takako w góry. Telewizor jednak szybko się zepsuł i Hideki pobiegł do Minoru. Rozmawiając już w willi Kokubunjich Shinbo opowiedział, jak zaczął się ich romans. Pan Shimizu całkowicie zapomniał o swojej żonie przez swojego persocona. Takako czuła się samotna. Hiromu nie wytrzymywał tego i postanowił pomóc jej wyjść z załamania psychicznego, co zapoczątkowało ich romans. Tego wieczoru, gdy pani Shimizu nocowała u Hidekiego, mieli poważnie porozmawiać o wspólnej przyszłości. |                                                                         |                  |                           |
| 16 (17) | Chii zaprasza Chii makanau (ちぃ まかなう)                              | 23 lipca 2002    | 20 września 2006          |
| Motosuwa załamany swoimi wynikami w nauce postanawia wziąć się do nauki. Bierze wolne w pracy, by się uczyć do krajowego testu. Koło sklepu orientuje się, że zniknął mu portfel. Hideki musiał przeżyć tydzień nauki o pustym żołądku. Chii jednak nie może patrzeć na załamanego Hidekiego, dlatego postanawia oddać mu swoją wypłatę. On jednak odrzuca pomoc oferowaną przez persocona. Mimo to, Chii chce uszczęśliwić Hidekiego i próbuje mu coś ugotować, co kończy się tragicznie – poparzeniem. Pani Hibiya kolejny raz pomaga - uczy Chii przyrządzać curry. |                                                                         |                  |                           |
| – | Minoru·Yuzuki kataru (稔·柚姫 語る)                                     | 30 lipca 2002    | nieemitowany              |
| Ten odcinek jest jedynie podsumowaniem poprzednich. |                                                                         |                  |                           |
| 17 (19) | Chii pomaga Chii tetsudau (ちぃ 手伝う)                                 | 6 sierpnia 2002  | 21 września 2006          |
| Pani Hibiya robi porządki w Gabujyougasaki. Hideki oraz Chii pomagają kobiecie. Podczas sprzątania strychu, Hideki znajduje tam mnóstwo sprzętu elektronicznego. Przez przypadek Sumomo spada chłopakowi z ramienia i trafia na kabel wysokiego napięcia. Przez to dochodzi do spięcia i Sumomo zostaje uszkodzona. Pani Hibiya oferuje mu pomoc w naprawie Sumomo, jako że dozorczyni zna się na persoconach. Pani Hibiya daje Chii kolejną sukienkę mówiąc, że od dawna do niej należała. W Tokio pojawiają się dwa nowe, tajemnicze persocony – Zima i Dita. |                                                                         |                  |                           |
| 18 (20) | Chii znika Chii inaku naru (ちぃ いなくなる)                            | 13 sierpnia 2002 | 22 września 2006          |
| Chii pokazuje Motosuwie swój pierwszy wypiek, który okazuje się być wyjątkowo smaczny. Następnego dnia Hideki oraz Chii po raz pierwszy od przejęcia Sumomo poddali się jej torturującemu programowi porannych ćwiczeń. Wykończony, oznajmia Chii, iż nie będzie mógł odebrać jej tego dnia z pracy, ponieważ musi się uczyć w bibliotece. Chii w drodze do pracy zauważa w księgarni kolejny tom "Wyludnionego miasta". Zaciekawiona nim, zostaje złapana przez tajemniczego osobnika. Hideki, wracając wieczorem do domu zauważa, że Chii zniknęła. Tuż po jego wejściu dzwoni pan Ueda, który informuje go, że Chii nie była w pracy. Hideki zaskoczony tą wiadomością natychmiast ruszył na poszukiwania. Hideki prosi o pomoc Minoru. Chii w tym czasie zostaje uświadomiona przez persocona o imieniu Kotoko, że została porwana. Chii poznaje Yoshiyukiego Kojimę, który chce odkryć jej prawdziwą tożsamość. |                                                                         |                  |                           |
| 19 (21) | Chii czeka Chii matsu (ちぃ 待つ)                                       | 20 sierpnia 2002 | 23 września 2006          |
| Hideki kontynuuje poszukiwania Chii. Minoru mówi mu, że istnieje możliwość, że to z jego winy Chii mogła zostać porwana, jako że informację o Chii umieścił na poświęconym persoconom forum. Pan Ueda również oferuje swoją pomoc w poszukiwaniu Chii, przy okazji opowiadając mu historię swojego życia i jego "zmarłej" żony – persocona. Opowieść przerywa tajemnicza osoba kryjąca się wśród roślin w parku. Hideki rusza za nią w pościg, okazuje się, że tą tajemniczą postacią jest Yumi Omura, która śledziła ich od początku. |                                                                         |                  |                           |
| 20 (22) | Chii ma nadzieję Chii motomeru (ちぃ 求める)                            | 27 sierpnia 2002 | 24 września 2006          |
| Minoru otrzymał od tajemniczego nadawcy kolejne zdjęcie. Do Tokio przyjeżdża Shinbo, by również pomóc w poszukiwaniach. Wspólnymi siłami, po adresach IP i loginach udaje się im dojść gdzie znajduje się Chii. Kojima przez ten czas szykuje się do sprawdzania Chii. Podłącza go więc do wszystkich posiadanych przez siebie persoconów, które mają złamać wszystkie zabezpieczenia Chii. Po godzinie diagnostyki Kojima dotyka włącznik Chii, czym wywołuje jej wściekłość. Hideki odnajduje Chii. Hideki oraz Shinbo zabierają ze sobą także Kotoko, na której jest nagrana wypowiedź Kojimy na temat porwania Chii. Następnego dnia Hideki idzie uregulować opłatę za książkę i podziękować Uedzie za pomoc. |                                                                         |                  |                           |
| 21 (23) | Chii odpowiada Chii kotaeru (ちぃ 答える)                               | 3 września 2002  | 25 września 2006          |
| Hiromu postanawia wyprowadzić się z Gabujyougasaki aby zamieszkać z Takako. Hideki idzie z Chii do Minoru, aby dowiedzieć się o sekretach robotów z serii "Chobits". Podczas rozmowy Minoru traci przytomność. Czując się winnym porwania Chii, zobowiązał się znaleźć wszystko na temat jej przeszłości, przez co w ogóle nie sypiał. W domu Kokubunjich Hideki spotyka Yoshiyukiego. Okazuje się, iż Minoru poprosił go o pomoc – wypożyczenie persoconów i ogólną pomoc w poszukiwaniu informacji. Yuzuki, słysząc wypowiedź Kojimy na temat najlepszego sposobu na zdobycie informacji o robocie Hidekiego, na którą Minoru się nie zgodził, postanawia sama się tam włamać, co kończy się awarią wszystkich persoconów w domu. Podczas ściągania danych następuje awaria. Przepalony kabel ratuje Yuzuki przed całkowitym zniszczeniem. Utracone zostały jedynie dane o Kaede, siostrze Minoru. Minoru oraz Yoshiyuki przekazują Hidekiemu część danych, które Yuzuki zdążyła ściągnąć. Jedną z informacji jest kolejne zdjęcie - na zdjęciu oprócz persocona przypominającego Chii została sfotografowana także kobieta. |                                                                         |                  |                           |
| 22 (24) | Chii się przebiera Chii kite nugu (ちぃ 着てぬぐ)                       | 10 września 2002 | 26 września 2006          |
| Hideki przyprowadza Chii do pracy. Tam Chii przebiera się w sukienkę którą znajduje na zapleczu, która jak się później okazuje nie była to sukienka przygotowana dla niej, ale że należy do Yumi. Yumi widzi z daleka całe zdarzenie i załamuje się, ale dogoniona przez Hidekiego wyjawia mu, że strój należał do niej, ponieważ zwykła pracować dla pana Uedy i w którym podkochiwała się do momentu w którym odkryła jego wcześniejszy związek z persoconem. Hideki uświadamia ją, że jednak powinna spróbować jeszcze raz. |                                                                         |                  |                           |
| 23 (25) | Chii podejmuje decyzję Chii kimeru (ちぃ 決める)                        | 17 września 2002 | 28 września 2006          |
| Minoru dostaje kolejny e-mail ze zdjęciem. Tym razem przedstawia ono dwa persocony podobne do Chii. Pani Hibiya podrzuca Chii kolejny tom "Wyludnionego miasta". Kotoko pod nieobecność Hidekiego sprawdza coś w Internecie, odkrywając przy okazji świetną jakość połączenia w Gabujyougasaki. Hideki spotyka Shinbo i dzieli się z nim uczuciami do Chii. W mieszkaniu Hidekiego Chii i Hideki wyznają sobie miłość. W tym momencie coś w Chii przełącza się i persocon wylatuje przez okno mieszkania na dach budynku. Pani Hibiya decyduje się na wyjawieniu mu swojego sekretu - okazuje się, że była matką dla bliźniaczych persoconów o imionach Freya i Elda (obecnie Chii), które zbudowane dla niej zostały przez jej zmarłego męża. Zima i Dita, dwa persocony obserujące Chii, czekają w pogotowiu, chcąc w razie czego zapobiec uruchomieniu programu, który, jak sądzą służy do zniszczenia wszystkich persoconów. |                                                                         |                  |                           |
| 24 (26) | Człowiek, który jest jej przeznaczony Chii dake no hito (ちぃ だけの人) | 24 września 2002 | 29 września 2006          |
| Chii wybiera Hidekiego jako „jej przeznaczonego” a Freya przejmuje kontrolę nad ciałem Chii. Na prośbę Freyi, pani Hibiya wydaje polecenie zamknięcia systemu i usunięcia wszystkich danych, pomimo protestów Hidekiego. Hideki wyznaje wówczas swe uczucia Chii. Chii przejmuje kontrolę i uruchamia program, który daje możliwość odczuwania ludzkich uczuć persoconom. |                                                                         |                  |                           |

1. ↑  Polskie tytuły odcinków zostały podane za tłumaczeniem wykonanym przez Monikę Szpetulską i Studio Publishing na zlecenie stacji Hyper.

### Wydane na DVD
| N/o | Tytuł                                                              | Premiera       | Premiera w Polsce |
| --- | ------------------------------------------------------------------ | -------------- | ----------------- |
| – | Hibiya·Kotoko kataru (日比谷·事子 語る)                            | 21 lutego 2003 | nieemitowany      |
| Ten odcinek stanowi podsumowanie fabuły. |                                                                    |                |                   |
| OVA | Chibittsu / Sumomo·Kotoko todokeru (ちびっツ / すもも·琴子 届ける) | nieemitowany   | nieemitowany      |
| Hideki wychodzi na zajęcia na uniwersytet, ale Chii odkrywa, że zapomniał swojego portfela. Wychodzi w pośpiechu z domu, a Sumomo i Kotoko odkrywają, że Chii zapomniała ubrać bielizny, więc udają się za nią w pogoń. |                                                                    |                |                   |

### Ścieżka dźwiękowa
| Seria             | Tytuł                               | Twórcy                       |          |
| Czołówka          | Czołówka                            | Czołówka                     | Czołówka |
| ----------------- | ----------------------------------- | ---------------------------- | -------- |
| 1                 | Let Me Be With You                  | Round Table featuring Nino   |          |
| Napisy końcowe    |                                     |                              |          |
| 1 (odcinki 1-13)  | Raison d'être                       | Rie Tanaka                   |          |
| 1 (odcinki 14-25) | Ningyo-hime (jap. ニンギョヒメ)     | Rie Tanaka                   |          |
| 1 (odcinek 26)    | Katakoto no koi (jap. かたことの恋) | Rie Tanaka i Tomokazu Sugita |          |